# 金赫斯特鎮區 (明尼蘇達州艾塔斯卡縣)
金赫斯特鎮區（英語：Kinghurst Township）是位於美國明尼蘇達州艾塔斯卡縣的一個行政鎮區。此地得名自縣政府專員賽勒斯·M·金（Cyrus M. King）。

## 地方資料
金赫斯特鎮區的面積為91.45平方千米，當中陸地面積為86.76平方千米，而水域面積為4.69平方千米。根據2020年美國人口普查的數據，當地共有人口116人，而人口密度為每平方千米1.27人。